# Lemmon (condado de Corson, Dakota del Sur)
Lemmon es un territorio no organizado ubicado en el condado de Corson en el estado estadounidense de Dakota del Sur. En el Censo de 2010 tenía una población de 57 habitantes y una densidad poblacional de 0,3 personas por km².

## Geografía
Lemmon se encuentra ubicado en las coordenadas 45°52′25″N 101°53′48″O / 45.87361, -101.89667. Según la Oficina del Censo de los Estados Unidos, Lemmon tiene una superficie total de 191.32 km², de la cual 190.98 km² corresponden a tierra firme y (0.17%) 0.33 km² es agua.

## Demografía
Según el censo de 2010, había 57 personas residiendo en Lemmon. La densidad de población era de 0,3 hab./km². De los 57 habitantes, Lemmon estaba compuesto por el 96.49% blancos, el 0% eran afroamericanos, el 3.51% eran amerindios, el 0% eran asiáticos, el 0% eran isleños del Pacífico, el 0% eran de otras razas y el 0% pertenecían a dos o más razas. Del total de la población el 1.75% eran hispanos o latinos de cualquier raza.